# Kinwat
Kinwat (o Kinvat) è una città dell'India di 24.867 abitanti, situata nel distretto di Nanded, nello stato federato del Maharashtra. In base al numero di abitanti la città rientra nella classe III (da 20.000 a 49.999 persone).

## Geografia fisica
La città è situata a 19° 37' 60 N e 78° 12' 0 E e ha un'altitudine di 313 m s.l.m..

## Società

### Evoluzione demografica
Al censimento del 2001 la popolazione di Kinwat assommava a 24.867 persone, delle quali 12.699 maschi e 12.168 femmine. I bambini di età inferiore o uguale ai sei anni assommavano a 3.517, dei quali 1.805 maschi e 1.712 femmine. Infine, coloro che erano in grado di saper almeno leggere e scrivere erano 16.095, dei quali 9.154 maschi e 6.941 femmine.